# Boia Bârzii, Hunedoara
Boia Bârzii este un sat în comuna Vețel din județul Hunedoara, Transilvania, România.

## Monumente istorice
- Biserica de lemn „Pogorârea Sfântului Duh”

## Imagini

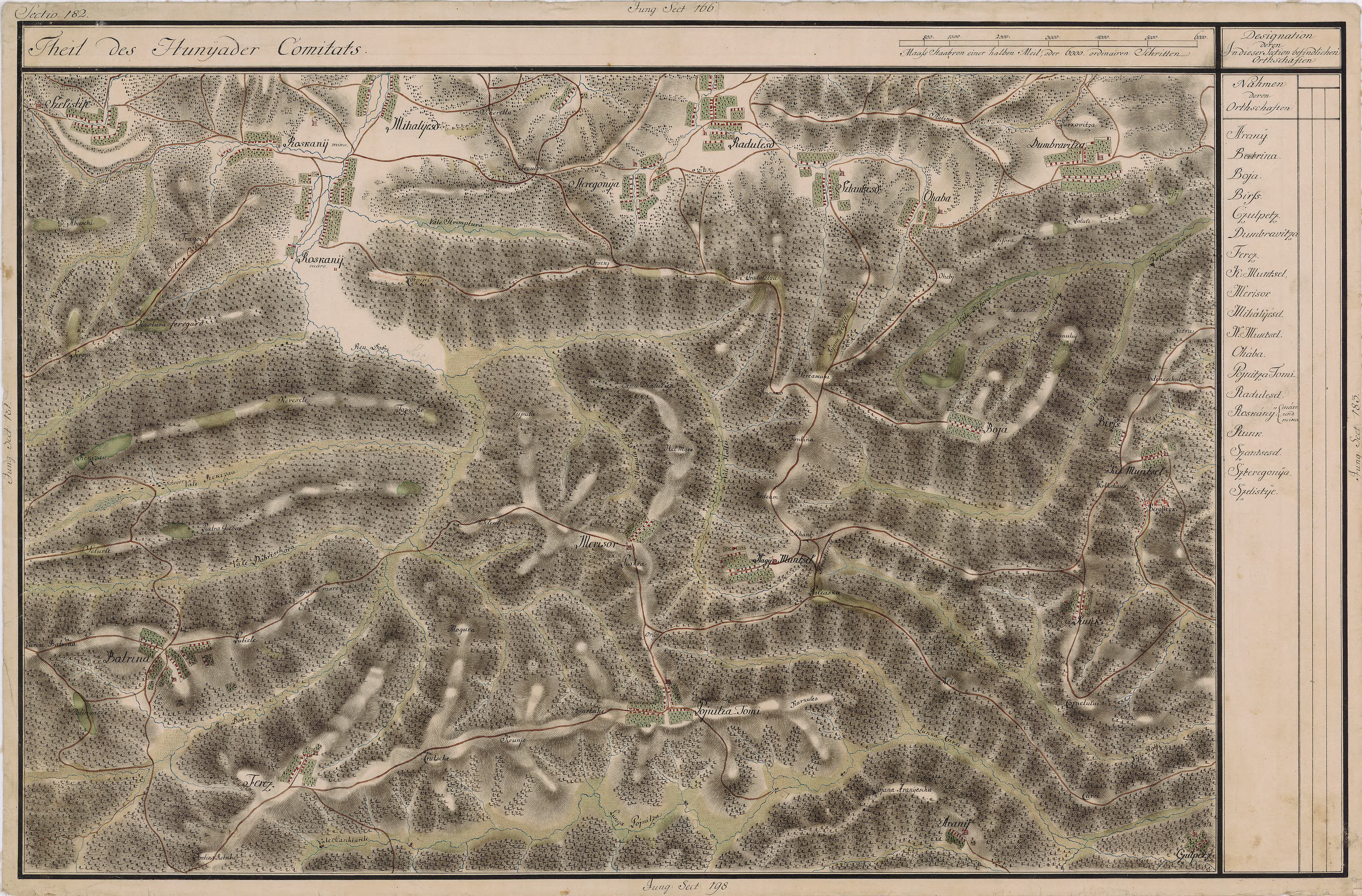
Boia Bârzii în Harta Iosefină a Transilvaniei, 1769-1773
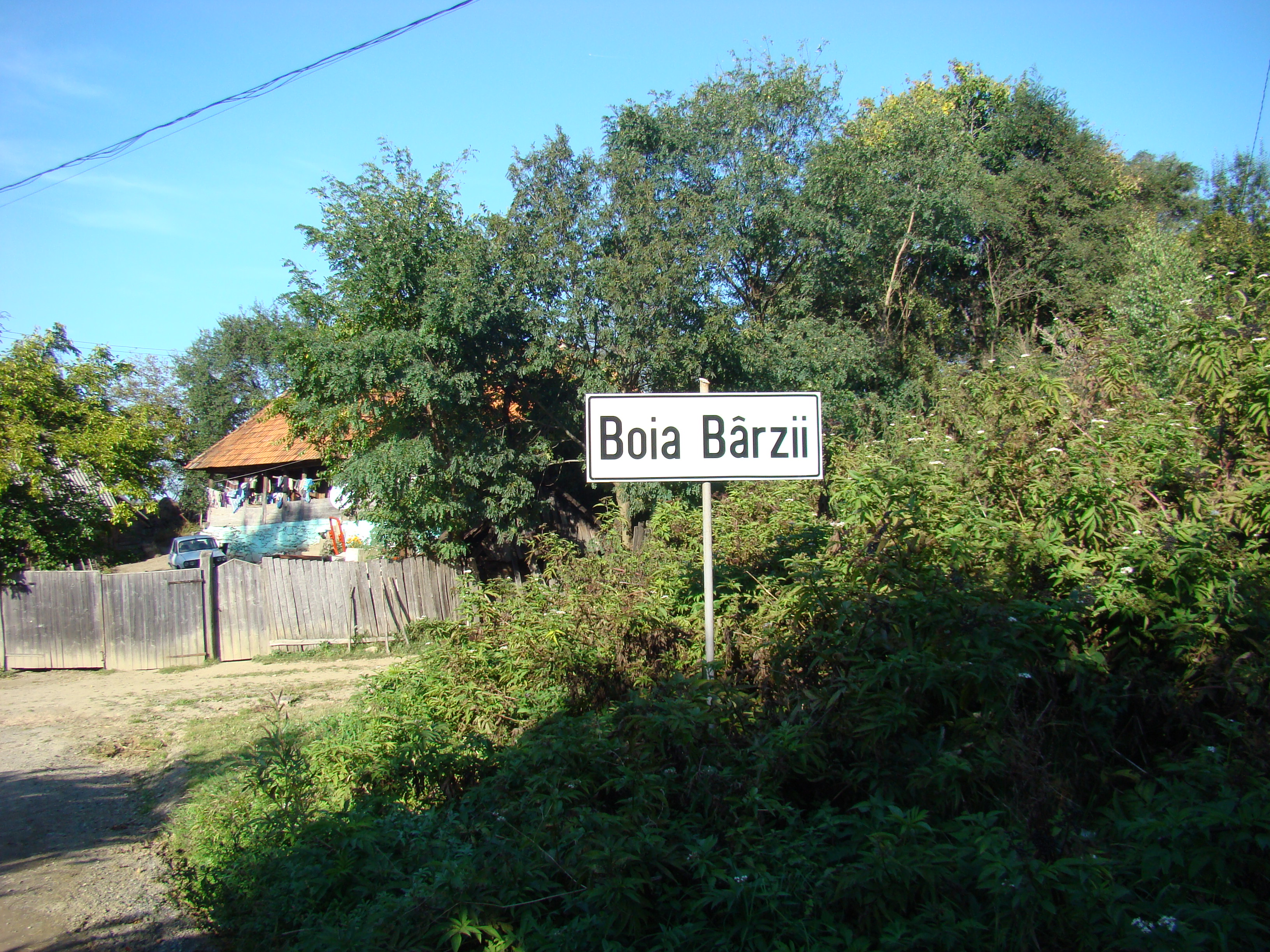
Intrarea în localitate
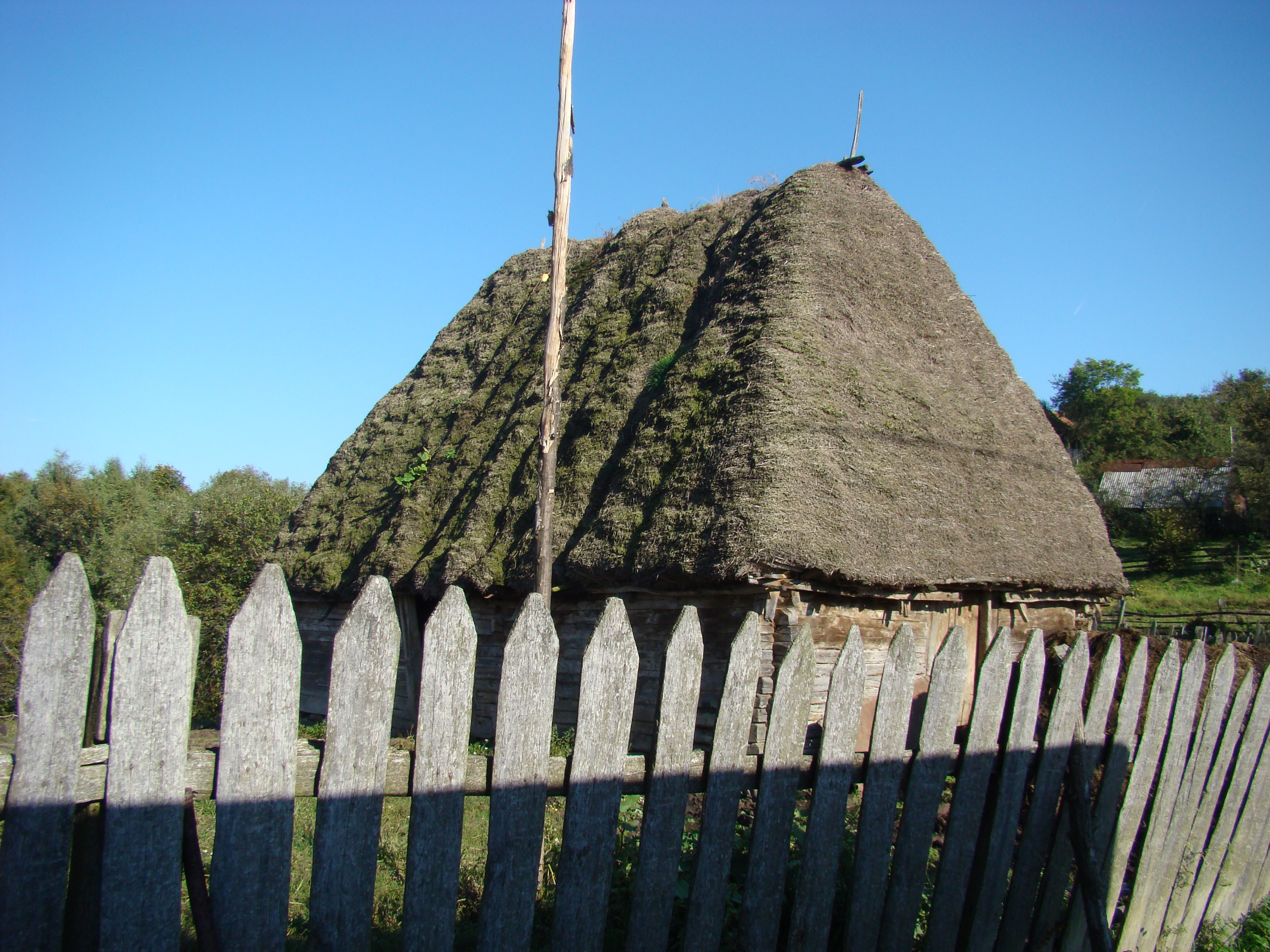
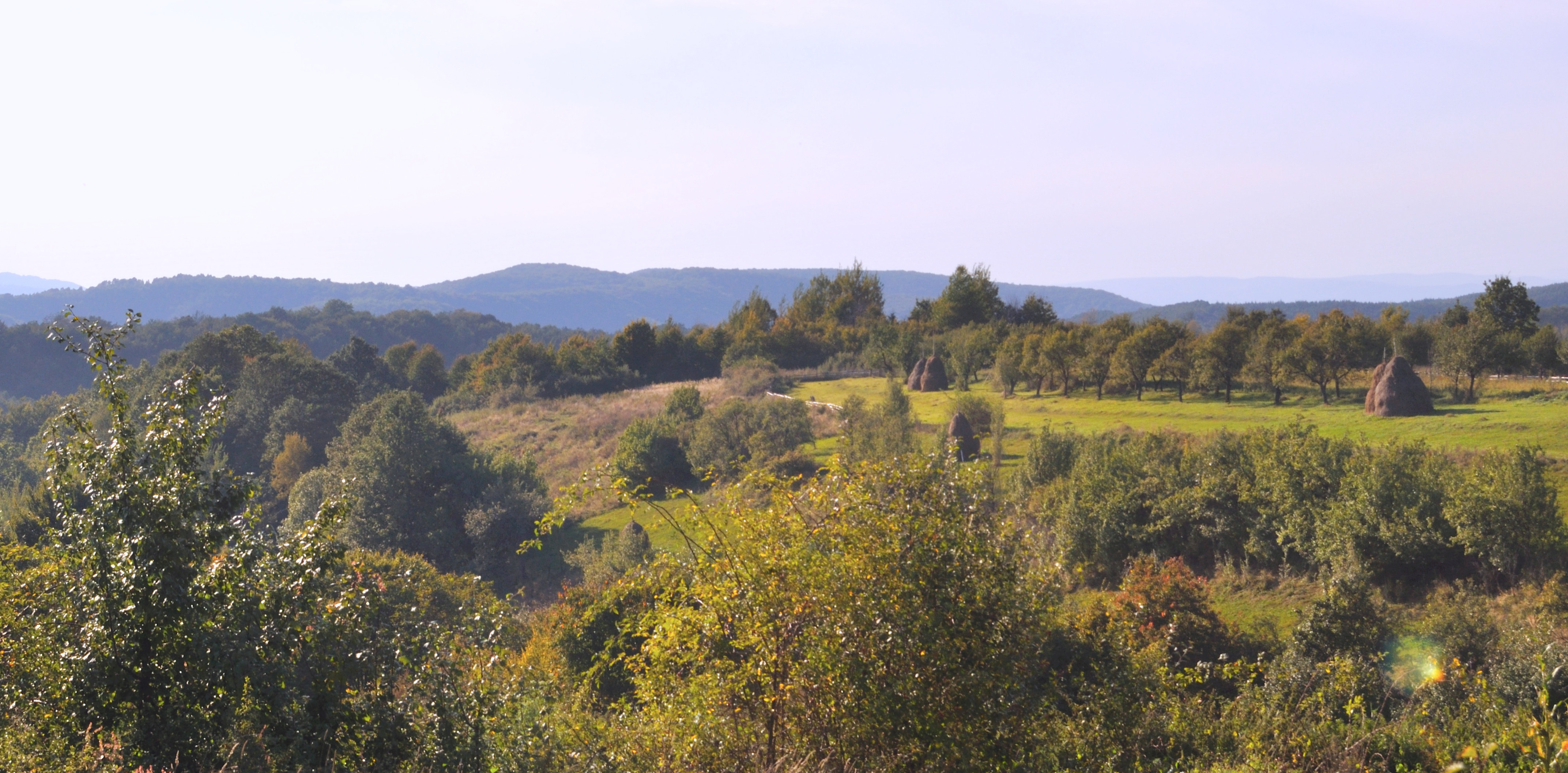
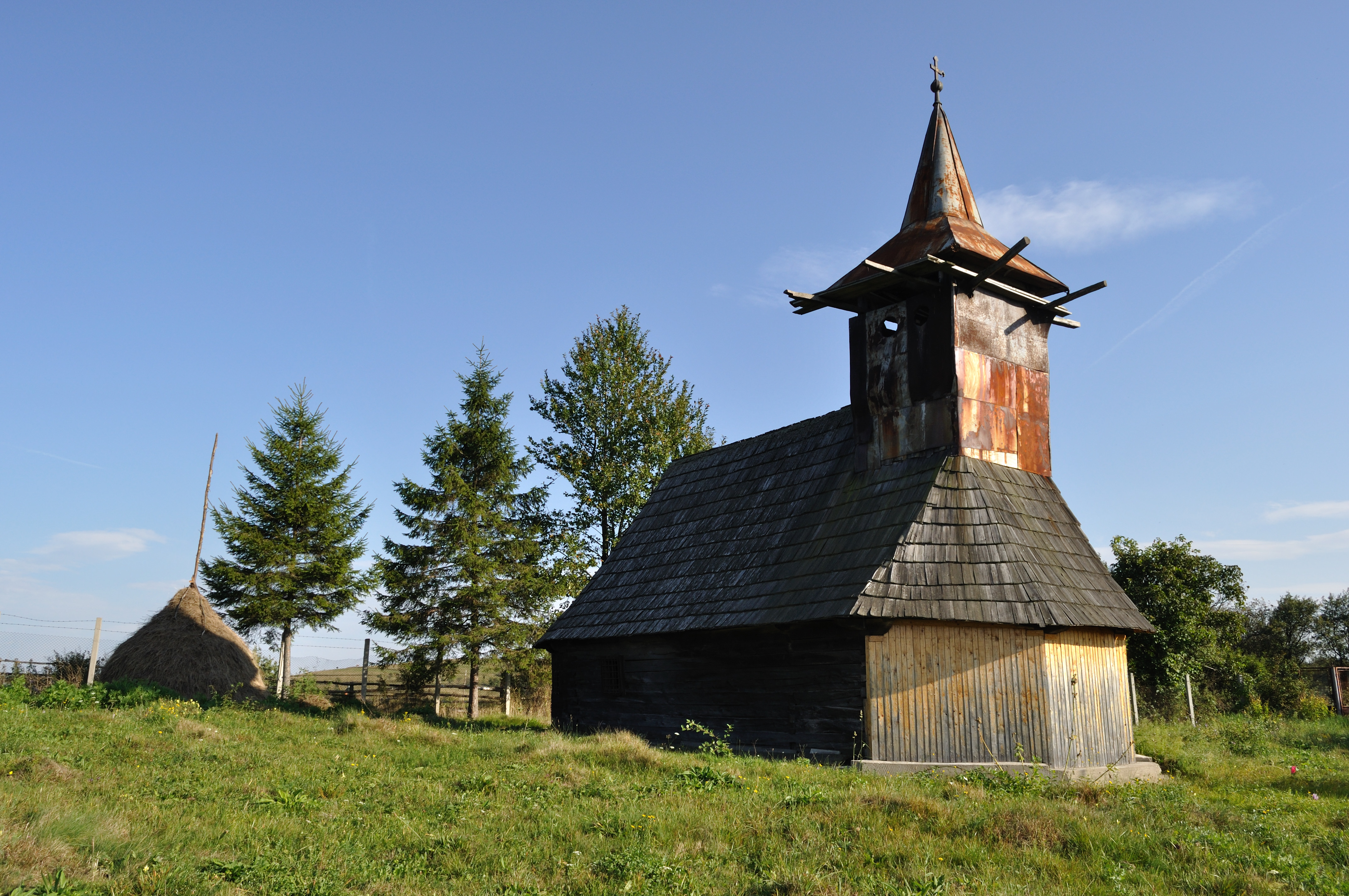
Biserica de lemn (monument istoric)